# Stadio OSiR (Olsztyn)
Lo Stadio OSiR (in polacco Stadion OSiR) è uno stadio della città polacca di Olsztyn di proprietà dello stato.